# 白鴿票
白鴿票（讀音：白鴿標）是清朝時中國民間流行的一種博彩。
據清朝梁紹壬《兩般秋雨庵隨筆》記載：“粵有白鴿標之戲。標主以千字文二十句為母，每日於二十句中散出二十字，令人覆射。射中十字者，予以數百倍之利。其餘以次而降，四字以下為負。其法以二文八毫為一標，由此而十而百而千，悉從人便。其名有一炷香、八搭二、九撞一、大扳罾、小扳罾、河汊、 百子圖等目。”即賭檔莊家每日會從中國啓蒙讀本《千字文》前20句（每句4字，合共80個字）當中選出20個字作謎底，讓參賭者下注猜謎底。若參賭者順利猜出全部20字，則可獲得數百倍於賭注的獎金，而獎金根據猜對的程度而定，若只猜對4個字以下則賭注全部歸莊家。
關於白鴿票的起源，亦有說源自於早期的賭鴿。賽鴿時以《千字文》開首的80字為鴿子編號，然後把鴿子放飛，讓民眾猜測哪隻賽鴿能夠獲勝，之後彩票公司會將《千字文》印在彩票上，讓民眾在彩票上選字。
鲁迅《南腔北调集·家庭为中国之基本》說：“三鸟害人鸦雀鸽。”分別指的就是鴉片、麻雀牌、白鴿票。